# Discografia de De La Soul
Este artigo é uma lista detalhada dos discos lançados pelo grupo de hip-hop, De La Soul.

## Álbuns de Estúdio
| Ano  | Informação                                                                | Posição nas paradas | Posição nas paradas | Posição nas paradas | Certificações (vendas)                            |
| Ano  | Informação                                                                | US                  | US R&B              | UK                  | Certificações (vendas)                            |
| ---- | ------------------------------------------------------------------------- | ------------------- | ------------------- | ------------------- | ------------------------------------------------- |
| 1989 | 3 Feet High and Rising - Lançamento: 3 de Março de 1989                   | 24                  | 1                   | 13                  | - Platina (RIAA Certification\|US) - Platina (UK) |
| 1991 | De La Soul Is Dead - Lançamento: 13 Maio de 1991                          | 26                  | 24                  | 7                   | - Ouro (RIAA Certification\|US)                   |
| 1993 | Buhloone Mindstate - Lançamento: 21 de Setembro de 1993                   | 40                  | 9                   | 37                  | 258.940 cópias                                    |
| 1996 | Stakes Is High - Lançamento: 2 de Julho de 1996                           | 13                  | 4                   | 42                  | 323.800 cópias                                    |
| 2000 | Art Official Intelligence: Mosaic Thump - Lançamento: 8 de Agosto de 2000 | 9                   | 3                   | 22                  | 437.392 cópias                                    |
| 2001 | AOI: Bionix - Lançamento: 4 de Dezembro de 2001                           | 136                 | 31                  | 162                 | 132.834 cópias                                    |
| 2004 | The Grind Date - Lançamento: 5 de Outubro de 2004                         | 87                  | 17                  | 181                 | 93.637 cópias                                     |
| 2014 | You're Welcome - Lançamento: TBA 2014                                     | TBR                 | TBR                 | TBR                 |                                                   |

## Álbuns ao Vivo
| Ano                                    | Informação                                                 | Posição das paradas | Posição das paradas | Posição das paradas | Certificações (vendas) |
| Ano                                    | Informação                                                 | US                  | US R&B              | UK                  | Certificações (vendas) |
| -------------------------------------- | ---------------------------------------------------------- | ------------------- | ------------------- | ------------------- | ---------------------- |
| 2004                                   | Live at Tramps, NYC, 1996 - Lançamento: 15 de Maio de 2004 | —                   | —                   | —                   |                        |
| "—" denota que não entrou nas paradas. |                                                            |                     |                     |                     |                        |

## Compilações
| Ano                                    | Informação                                                                      | Posição nas paradas | Posição nas paradas | Posição nas paradas | Certificações (vendas) |
| Ano                                    | Informação                                                                      | US                  | US R&B              | UK                  | Certificações (vendas) |
| -------------------------------------- | ------------------------------------------------------------------------------- | ------------------- | ------------------- | ------------------- | ---------------------- |
| 2003                                   | Timeless: The Singles Collection - Lançamento: 27 de Maio de 2003               | —                   | —                   | —                   |                        |
| 2003                                   | The Best of De La Soul - Lançamento: 9 de Junho de 2003                         | —                   | —                   | 17                  | - Ouro (UK)            |
| 2004                                   | De La Mix Tape: Remixes, Rarities and Classics - Lançamento: 8 de Junho de 2004 | —                   | —                   | —                   |                        |
| 2006                                   | The Impossible: Mission TV Series - Pt. 1 - Lançamento: 24 de Outubro de 2006   | —                   | —                   | —                   |                        |
| "—" denota que não entrou nas paradas. |                                                                                 |                     |                     |                     |                        |

## Mixtapes
| Ano  | Detalhes                                                                                                  |
| ---- | --- |
| 2006 | Hip-Hop Mixtape - Lançamento: Outubro de 2006 (grátis na revista Mixmag)                                  |
| 2009 | Are You In?: Nike+ Original Run - Lançamento: 28 April 2009 - Selo: Nike Inc. - Formato: Digital download |
| 2014 | Smell the Da.I.S.Y. - Lançamento: 26 de Março de 2014 - Formato: Download Digital                         |

## Extended plays
- Clear Lake Audiotorium (1994)
- Days Off EP (2004)
- Premium Soul on the Rocks (2014) (com DJ Premier e Pete Rock)[5]

## Singles
| Título                                              | Ano  | Posição na Parada | Posição na Parada | Posição na Parada | Posição na Parada |
| Título                                              | Ano  | U.S. Hot 100      | U.S. R&B          | U.S. Club Play    | U.K. Singles      |
| --------------------------------------------------- | ---- | ----------------- | ----------------- | ----------------- | ----------------- |
| "Potholes in My Lawn"                               | 1988 | -                 | -                 | -                 | -                 |
| "Plug Tunin'"                                       | 1988 | -                 | -                 | -                 | -                 |
| "Buddy"                                             | 1989 | -                 | -                 | -                 | -                 |
| "Eye Know"                                          | 1989 | -                 | -                 | -                 | 14                |
| "Me Myself and I"[A]                                | 1989 | 34                | 1                 | 1                 | 22                |
| "Say No Go"                                         | 1989 | -                 | 32                | 3                 | 18                |
| "The Magic Number" / "Buddy"                        | 1989 | -                 | 18                | 27                | 7                 |
| "A Roller Skating Jam Named "Saturdays""            | 1991 | -                 | 43                | 6                 | 22                |
| "Ring Ring Ring (Ha Ha Hey)"                        | 1991 | -                 | 22                | 16                | 10                |
| "Millie Pulled a Pistol on Santa/Keepin' the Faith" | 1991 | -                 | -                 | -                 | 50                |
| "Breakadawn"                                        | 1993 | 76                | 30                | -                 | 39                |
| "Ego Trippin' (Part Two)"                           | 1994 | -                 | 74                | -                 | -                 |
| "Fallin'" (com Teenage Fanclub)                     | 1994 | -                 | -                 | -                 | 59                |
| "Stakes Is High"                                    | 1996 | -                 | 53                | -                 | 55                |
| "Itzsoweezee (HOT)"                                 | 1996 | 113               | 60                | -                 | -                 |
| "The Bizness" (Featuring Common Sense)              | 1996 | 101               | -                 | -                 | -                 |
| "4 More" (featuring Zhane)                          | 1997 | -                 | -                 | -                 | 52                |
| "Oooh." (featuring Redman)                          | 2000 | 125               | 44                | -                 | 29                |
| "All Good?" (featuring Chaka Khan)                  | 2000 | 96                | 41                | 17                | 33                |
| "Thru Ya City"                                      | 2000 | -                 | -                 | -                 | 90                |
| "Baby Phat" (featuring E. Yummy Bingham)            | 2002 | -                 | 81                | -                 | 55                |
| "Say "I Gotta Believe!"" (featuring Double)         | 2002 | -                 | -                 | -                 | -                 |
| "Shoomp/Much More"                                  | 2003 | -                 | -                 | -                 | 85                |
| "Shopping Bags (She Got from You)"                  | 2004 | -                 | -                 | -                 | 80                |
| "Rock Co.Kane Flow" (featuring MF Doom)             | 2004 | -                 | -                 | -                 | 167               |
| "Feel Good Inc." (Gorillaz featuring De La Soul)    | 2004 | 3                 | 54                | 1                 | 2                 |

Notas
- A ^ "Me Myself And I" ficou em número 1 por duas semanas na Holanda.

### Como artista convidado
| Ano  | Título                                                                                     | Posição nas paradas | Posição nas paradas | Posição nas paradas | Posição nas paradas | Posição nas paradas | Álbum                          |
| Ano  | Título                                                                                     | US Hot 100          | US R&B              | US Rap              | US Club Play        | UK                  | Álbum                          |
| ---- | ------------------------------------------------------------------------------------------ | ------------------- | ------------------- | ------------------- | ------------------- | ------------------- | ------------------------------ |
| 1990 | "Mama Gave Birth to the Soul Children" (com Queen Latifah)                                 | -                   | -                   | -                   | 28                  | 14                  | All Hail the Queen             |
| 1994 | "Fallin'" (com Teenage Fanclub)                                                            | -                   | -                   | -                   | -                   | 59                  | Judgment Night (trilha-sonora) |
| 2002 | "Say "I Gotta Believe!"" (featuring Double)                                                | -                   | -                   | -                   | -                   | -                   | PaRappa the Rapper 2           |
| 2005 | "Feel Good Inc." (Gorillaz featuring De La Soul)                                           | 14                  | 54                  | -                   | 1                   | 2                   | Demon Days                     |
| 2009 | "Thou Shalt Always Kill (De La Edit)" (dan le sac Vs Scroobius Pip featuring Pos Plug Won) | -                   | -                   | -                   | -                   | -                   | Non-album track                |
| 2010 | "Superfast Jellyfish" (Gorillaz featuring Gruff Rhys e De La Soul)                         | -                   | -                   | -                   | -                   | -                   | Plastic Beach                  |

## Vídeos
| Year | Title                                    |
| ---- | ---------------------------------------- |
| 1989 | "Me Myself and I"                        |
| 1989 | "Eye Know"                               |
| 1989 | "Say No Go"                              |
| 1989 | "Potholes in My Lawn"                    |
| 1989 | "Buddy (Native Tongue Decision)"         |
| 1990 | "The Magic Number"                       |
| 1991 | "A Roller Skating Jam Named 'Saturdays'" |
| 1991 | "Ring Ring Ring (Ha Ha Hey)"             |
| 1993 | "Breakadawn"                             |
| 1993 | "Ego Trippin' (Part Two)"                |
| 1996 | "Stakes Is High"                         |
| 1996 | "Itzsoweezee (HOT)"                      |
| 2000 | "Oooh"                                   |
| 2000 | "All Good?"                              |
| 2001 | "Baby Phat"                              |
| 2004 | "Shopping Bags (She Got from You)"       |

## Extras
- 1996: "I Can't Call It" (trilha-sonora de High School High)
- 1997: "Chanel No. Fever" (da trilha-sonora de Men in Black)
- 1997: "Gettin' Down at the Amphitheater" (com Common no álbum One Day It'll All Make Sense)
- 1997: "B-Side to Hollywood" (Trugoy From Camp Lo no álbum Uptown Saturday Night)
- 1998: "Intro" (na compilação Lyricist Lounge, Volume One)
- 1999: "The Projects (P Jays)" (Trugoy The Dove Feat. Del tha Funkee Homosapien) (do álbum Handsome Boy Modeling School So... How's Your Girl? )
- 1999: "More Than You Know" (do álbum de Prince Paul A Prince Among Thieves)
- 1999: "Star Track" (Alliance Ethnik feat. De La Soul do álbum Fat Come Back)
- 2000: "Cali to New York" (Black Eyed Peas feat. De La Soul do álbum Bridging the Gap)
- 2000: "So Good (Produced by De la Soul )" (De la soul feat.Camp Lo do álbum Hip Hop 101 [Tommy Boy Black Label 2000])
- 2000: "Words & Verbs (Produced by Dave Banner, Kovas & Maseo)" (Maseo feat. Kovas do álbum Hip Hop 101 [Tommy Boy Black Label 2000]))
- 2000: "Soul Rebels" (do álbum Reflection Eternal Train Of Thought)
- 2001: "Say "I Gotta Believe!"" (do álbum Parappa the Rapper 2 feat. De La Soul and Double)
- 2001: "Turn It Out" (featuring Elizabeth "Yummy" Bingham) (da trilha-sonora de Osmosis Jones)
- 2004: "If It Wasn't For You" (De La Soul feat. Starchild Excalibur) (do álbum Handsome Boy Modeling School White People )
- 2004: "Feel Good Inc." (do álbum de Gorillaz, Demon Days)
- 2006: "Smile a Lil Bit" (Posdnuos feat. Oh No from Oh No (rapper) do álbum Exodus into Unheard Rhythms)
- 2006: "So Cool" (from the DJ Muro trilha-sonora de Tokyo Tribe 2 feat. De La Soul and Lunch Time Speax)
- 2007: "Universal" (feat. Posdnous From LA Symphony - Unleashed)
- 2007: "Stay Away" (do álbum Rob-O - Rhyme Pro)
- 2008: "Oh Really" (Posdnuos feat. Slug From Jake One Album White Van Music)
- 2009: "Daylight (Troublemaker Remix)" (da trilha-sonora de FIFA 10 Daylight single por Matt & Kim)
- 2009: "Rewind DJ" por Eslam Jawaad do álbum "The Mammoth Tusk"
- 2010: "Superfast Jellyfish" (do álbum dos Gorillaz, Plastic Beach)